# Petrinje
Petrinje este o localitate din comuna Hrpelje - Kozina, Slovenia, cu o populație de 47 de locuitori.